# (4470) Сергеев-Ценский
(4470) Сергеев-Ценский (лат. Sergeev-Censkij) — типичный астероид главного пояса, открыт 31 августа 1978 года советским астрономом Николаем Черных в Крымской астрофизической обсерватории и 25 апреля 1994 года назван в честь русского писателя Сергея Сергеева-Ценского.

## Обнаружение и именование
(4470) Сергеев-Ценский
Открыт 31 августа 1978 года в Научном Н. С. Черных.
Назван в память о Сергее Николаевиче Сергееве-Ценском (настоящая фамилия Сергеев) (1875—1958), известном русском писателе. Он жил и работал в Крыму и был автором многотомного труда по русской истории.
Оригинальный текст (англ.)4470 Sergeev-Censkij
Discovered 1978-08-31 by Chernykh, N. S. at Nauchnyj.
Named in memory of Sergej Nikolaevich Sergeev-Censkij (real name Sergeev) (1875—1958), famous Russian writer. He lived and worked in the Crimea and was the author of a multi-volume work on Russian history.
Источники: DISCOVERY.DB; M.P.C. 23352.

## Орбита

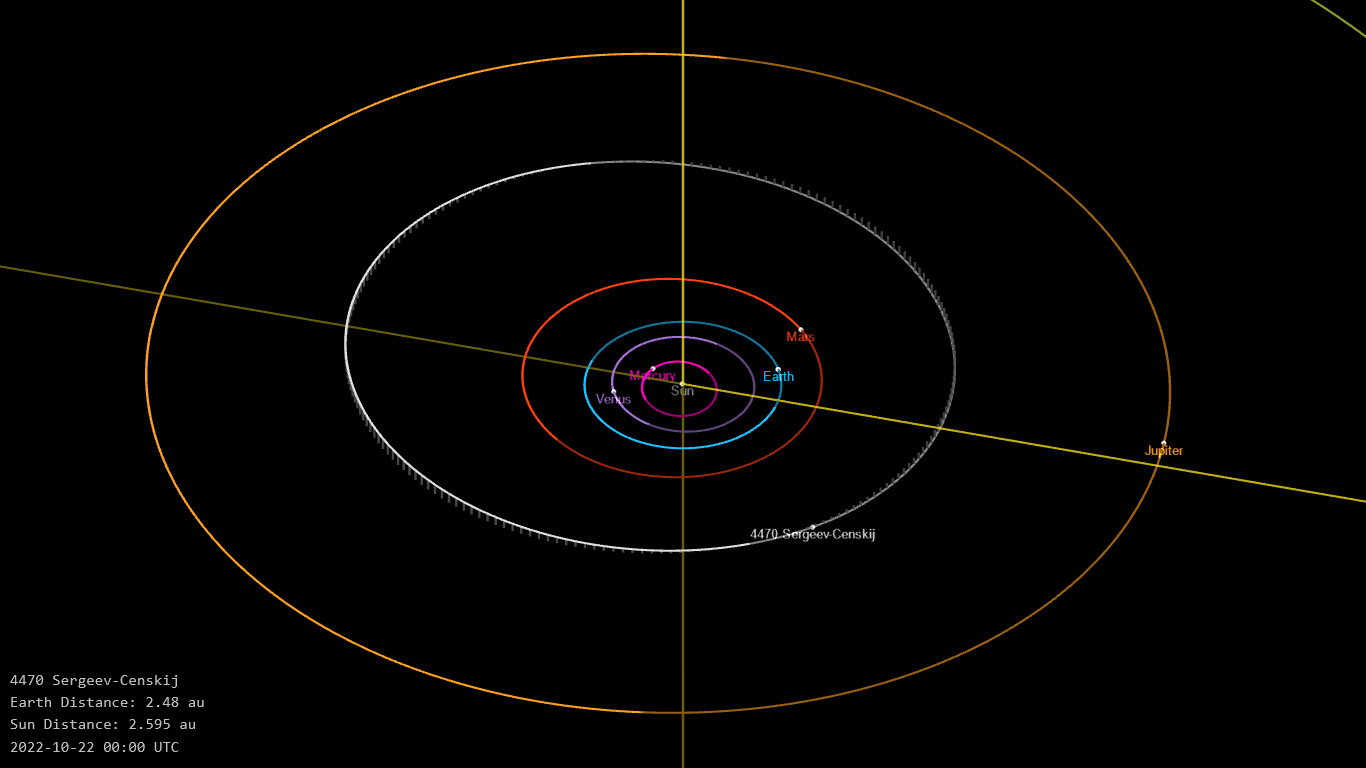
Орбита астероида Сергеев-Ценский и его положение в Солнечной системе

## Физические характеристики
Из наблюдений телескопа VISTA следует, что астероид относится к таксономическому классу C.
По результатам наблюдений в инфракрасном диапазоне орбитальной обсерватории IRAS и спутника Akari или наблюдений в видимом и ближнем инфракрасном диапазоне космического телескопа NEOWISE диаметр астероида сначала оценивался равным 18,34±2,7 км, затем — 16,102±0,207 км или 17,07±0,70 км, позже — 16,102±0,207 км. Согласно тем же источникам альбедо оценивается как 0,0912±0,034, 0,0747±0,0122, 0,112±0,010 и 0,075±0,012.